# Robert Kopecký
Robert Kopecký (18. dubna 1952 – 25. března 2010 Podsedice) byl český politik, v 90. letech 20. století a počátkem 21. století poslanec Poslanecké sněmovny za ČSSD a starosta Podsedic.

## Biografie
Do roku 1990 byl členem KSČ a v roce 1992 vstoupil do ČSSD.
Ve volbách v roce 1996 byl zvolen do poslanecké sněmovny za ČSSD (volební obvod Severočeský kraj). Mandát obhájil ve volbách v roce 1998 a volbách v roce 2002. V letech 1996–1998 zasedal ve výboru pro veřejnou správu, regionální rozvoj a životní prostředí, v období let 1998–2006 v zemědělském výboru.
Dvakrát se neúspěšně snažil o zvolení do senátu za senátní obvod č. 29 - Litoměřice na kandidátce ČSSD. V senátních volbách roku 2000 získal 19 % hlasů a nepostoupil do 2. kola, v senátních volbách roku 2006 obdržel v 1. kole 17 % hlasů, ale ve 2. kole ho porazil a senátorem se stal Alexandr Vondra.
Dlouhodobě se angažoval v komunální politice. V komunálních volbách roku 1994, komunálních volbách roku 1998, komunálních volbách roku 2002 a komunálních volbách roku 2006 byl zvolen do zastupitelstva obce Podsedice za ČSSD. Působil jako starosta Podsedic.
Na konci roku 2009 vystoupil z ČSSD a vstoupil do vznikající stany Strana práv občanů. Již v lednu 2010 ale mezi ním a vedením strany SPOZ došlo k neshodě, když nebyl zařazen na čelní pozici kandidátky pro volby v roce 2010. Byl následně hospitalizován. Oficiálně šlo o běžné vyšetření, podle informací časopisu Týden se ale měl Kopecký zhroutit poté, co zjistil, že nebude dvojkou na krajské kandidátní listině. V únoru 2010 se vrátil do ČSSD.
Zemřel ve spánku nad ránem.